# Димитър Димов
Вижте пояснителната страница за други личности с името Димитър Димов.
Димитър Тодоров Димов е български писател и драматург, ветеринарен лекар, професор по анатомия на гръбначните животни. Баща е на писателката Теодора Димова.

## Биография

### Произход и младежки години
Димитър Димов е роден на 25 юни 1909 г. в град Ловеч, а детството му минава в бащината къща в Дупница.
Майката на Димов Веса Харизанова е дъщеря на Спас Харизанов – преселник от село Влахи, Кресненско – и съпругата му Фикия, родени в средата на XIX век. Дядото завършва право в Русия, след което работи като адвокат в Дупница. Сестрата на Спас Харизанов – Милка – е майка на Яне Сандански. Цял живот Димов събира материали за книгата, която иска да напише за своя именит родственик, но така и не успява да реализира проекта си. Единият от синовете на Спас Харизанов – Иван, е известен журналист и политически деец с авторитет и влияние във времето между двете световни войни, съпруг е на поетесата Екатерина Ненчева. Той оказва влияние върху културното развитие на племенника си Димитър. Веса Харизанова има само гимназиално образование, но цял живот проявява жив интерес към литературата и изкуствата. Години наред основна нейна цел е да превърне сина си в поет или художник, докато той демонстрира интерес преди всичко към естествените науки.
Бащата на Димитър – Тотю Димов Димов, е родом от Габрово. Той завършва военно училище и се ползвал с авторитета на културен и възпитан човек. Загива като капитан на фронта на 9 юли 1913 г. в боевете при връх Китка в Македония, дни преди края на Междусъюзническата война.
Според близките на Димов силното му влечение към уединение се е зародило още в ранното му детство. След смъртта на мъжа си, Веса Харизанова трепери над Димитър, като дори не го пуска да играе на улицата или го придружава, когато излиза при връстниците си. Димов е тихо и затворено дете с богато въображение. Определян е като „чудак“ от съучениците му и храни нескрит интерес към книгите, физиката и химията. Наред с това той проявява и художествени дарби – често рисува карикатури на учителите си. Тази интровертност се запазва като забележима черта на характера му през целия му живот.
До 10-годишна възраст Димов учи в Дупница. През 1918 г. майка му се омъжва повторно за Руси Генев – също офицер. Вторият му баща се отнася изключително грижовно към момчето. Руси Генев е артилерист, завършил военно училище в Санкт Петербург. Четири години по-късно, когато семейството се премества да живее в София, той излиза в оставка със звание майор. Когато се уволнява, пастрокът му завършва право и започва доходоносна работа като тютюнев експерт, а момчето има възможност да наблюдава работниците и условията в тютюневите складове – познавателната основа за написването на най-известната му творба.
През това време Димов учи в училище „Априлов“, а след това завършва гимназиалното си образование в Първа мъжка гимназия (1928). През последните му години в гимназията Димов изоставя интереса си към химията и се насочва към философските четива, като проявява интерес към Анри Бергсон и Зигмунд Фройд.

### Зрели години
През 1928 г. Димов постъпва във Ветеринарномедицинския факултет на Софийския университет, но след един семестър по настояване на Руси Генев се прехвърля в Юридическия факултет. После се отказва и отново се връща във Ветеринарномедицинския, като същевременно започва да учи и испански език. През това време Димов е силно ангажиран и когато завършва през 1934 г. като доктор по ветеринарна медицина той вече е започнал работата си по роман. Междувременно постъпва на работа в Софийския централен бактериологичен институт, по-късно е командирован като микробиолог в Областната ветеринарно-бактериологична станция в Бургас, а до 1939 г. е участъков ветеринарен лекар в село Ваксево, Кюстендилска област и в Кнежа. От 1939 г. е асистент по анатомия във Ветеринарномедицинския факултет на Софийски университет. През януари 1943 г. заминава на специализация по хистология на нервната система в Мадридския институт „Рамон-и-Кахал“. През март 1944 г. се връща в България и е мобилизиран в Беломорието до септември 1944 г. От 1946 г. е доцент в Агрономическия факултет в Пловдив, а в периода 1949 – 1952 г. е доцент в Селскостопанската академия в София. От 1953 г. е професор по анатомия, ембриология и хистология на гръбначните животни във ВССИ „Г. Димитров“ в София.

### Семеен живот
Първата съпруга на Димов – Нели Доспевска (1915 – 1988), е пряка потомка на големите възрожденски художници Станислав Доспевски и Захарий Зограф. На 8 септември 1944 г., след като се е върнал от специализацията в Испания, Димов предлага на Нели да се срещнат пред черквата в Дупница, където ѝ прави изненадващо предложение за брак, което тя приема с чувство за хумор. Дъщеря им Сибила се ражда през 1947 г. Израства на улицата, която днес се нарича „Димитър Димов“, в красива двуетажна къща с огромен двор. Махалата е провинциално тиха и спокойна, наоколо къщите се редуват с царевични ниви. У тях най-често идват писателят Божидар Божилов и художникът Васил Поприров. Димов иска да му готвят телешко печено и пие само бяло вино. Но затова е запален пушач и пие много кафе. Разводът на родителите на Сибила не ѝ се отразява невъзвратимо, защото Димов отдавна живее сам в апартаментчето на ул. „Кръстю Сарафов“, а и запазва абсолютно нормални отношения с Доспевска.
Вторият брак на Димитър Димов е с Лена Левчева, млада актриса във варненския театър. Лена участва на кастинг за ролята на Ирина във филма „Тютюн“, но тя е дадена на Невена Коканова. Остава ѝ все пак утешителна печалба – брак с автора на романа, който обаче е кратък. Лена Левчева прописва поезия и днес нейни текстове се превръщат в поетични спектакли.
Третата съпруга на Димитър Димов е с 22 години по-младата Лиляна Бушева, тогава преподавателка по пиано в хореографското училище. Дъщеря им Теодора е родена през 1960 г. и е на 5 години, когато умира баща ѝ. Димитър Димов умира на 1 април 1966 г. на летището в Букурещ след среща на писателските съюзи на България и Румъния, където той получава масивен инсулт.

## Творчески път
От 1942 г. Димов сътрудничи с разкази, пътеписи, откъси от романи и драми във вестниците „Литературен глас“, „Литературен фронт“, „Мир“, „Народна култура'“, „Отечествен фронт“, на списанията „Септември“, „Театър“. Творбите му го представят предимно като майстор на психологическия и социалния роман. От 21 март 1964 г. до смъртта си е председател на Съюза на българските писатели. Димов е автор на над 20 научноизследователски труда, а след 1966 в архива му са открити нови планове и ръкописи за 2 книги върху теорията на отражението.
Писател с подчертано леви позиции, Димов утвърждава в българската литература модерен художествен стил, който се отличава с психологическо проникновение, интелектуална задълбоченост, остра конфликтност и тънък усет към богатството на езика. Героите му, носители на силни чувства и амбиции, са детерминирани чрез социалните и нравствените стълкновения на епохата, за което оказва влияние както острото социално зрение на писателя, така и личното увлечение по идеите на Зигмунд Фройд, Фридрих Ницше, Анри Бергсон и творчеството на Октав Мирбо.

### „Поручик Бенц“
Характерен в това отношение е още първият роман на Димов „Поручик Бенц“ (1938), сюжетът на който се развива през Първата световна война, когато германските войски са в България, централен персонаж на романа е доктор Бенц, който е немски лекар. Този роман експлицира интереса на автора към сложните и необичайни психологически конфликти, към болезнените и свръхчувствителни отношения между персонажите, към странното, екзотичното, нездравото.
Дълбоко драматичният конфликт на Елена Петрашева-Бенц („фаталната жена“, продукт на бушуващото подсъзнателно) срещу противоречиво раздвоения Бенц, чиято непреодолимост на влечението предпоставя трагизма на образа му, е замислен още в студентските години на писателя. „Поручик Бенц“ е започнат през 1933 г. и завършен в Бургас през 1938 г. Изпратените във в. „Литературен глас“ и на Д. Б. Митов ръкописи остават без отговор и Д. Димов предоставя романа си на издателя Д. Чилингиров, който успява да го издаде в последните дни на декември 1938 (на корицата по настояване на автора е отбелязана годината 1939). Романът, чиито автобиографични ракурси проникват в образите на героите, намира частичен отзвук в периодичния печат, което е характерно за творбите на писателя от ранния период.

### Разкази и пътепис
Освен „Поручик Бенц“ Димов публикува разказите:
- „Севастопол, 1913 г.“ („Литературен глас“, № 476, 15.05.1940), печатан и във в. „Мир“, № 12468 – 12470, 1942, под загл. „Шпионката“),
- „Карнавал“ („Литературен глас“, № 453, 18.02.1942) и
- пътеписа „Субтропични брегове“ („Мир“, № 12623 – 12628, 09.1942), творческите интенции, за които отново са предпоставени от вкуса към необикновеното, драматичното, съдбовното.

### „Роман без заглавие“
Откритите след смъртта на автора ръкописи карат голяма част от изследователите да смятат, че след 1939 Димитър Димов започва да пише нов роман, чийто по-късен вариант е „Тютюн“. Недовършеното и неозаглавено произведение, известно като „Роман без заглавие“, е отпечатано в сп. „Пламък“ (1967, № 11 и 12) и влиза в „Събрани съчинения“ от 1966 – 67. Предполага се, че когато Димитър Димов заминава на специализация в Испания, изоставя замисленото повествование, за да се върне към него след 1945 по съвсем различен начин.

### „Осъдени души“
Престоят в Испания се оказва плодотворен не само от гледна точка на научните му интереси: случайното запознанство с представител на Йезуитския орден в Испания и последвалото гостуване в Толедо (резиденция на ордена) засилват интереса на Димов към католицизма и го превръщат в една от повествователните нишки в романа „Осъдени души“. Връзката на Фани Хорн (мултиплицирала образите на Елена от „Поручик Бенц“ и Адриана от „Роман без заглавие“) с отец Ередиа, проектирана на фона на испанската действителност през Гражданската война, ражда интригуващ сюжет, който прави романа особено популярен. Започнат в Испания и завършен след мобилизацията в Беломорието, той излиза през 1945, получава държавна награда, преведен е на сърбохърватски, унгарски и полски език и е екранизиран.

### Пътеписи
Скоро след това Димов публикува последователно 4 пътеписа за Испания – „Януарска пролет“, „Кастилска зима“, „Куха Испания“ и „Сан Себастиян“.
Към този период вероятно се отнася и намереният след смъртта на автора ръкопис, озаглавен „Идалго“.

### „Тютюн“
„Тютюн“ е един от най-четените романи в българската литература. През 1946 г. е отпечатан откъс в „Литературен фронт“. Романът е окончателно завършен през 1951 г. По политически причини романът е преработван два пъти. Едва през 1992 г. се появява отново в първоначалния си образ. Романът е екранизиран през 1961 г.

### Незавършени произведения
Сред незавършените творби на писателя е романът „Ахилесова пета“ (публикуван в сп. „Пламък“, 1966, № 10), който Димов започва през 1958 и независимо от сключени договори с издателство „Български писател“ и с Комитета по култура, го изоставя до изтичането на мандата му като председател на СБП.
Нереализирана остава романизираната биография на Яне Сандански, за която Димов усърдно събира материали (в годините, последвали „Тютюн“) и която по замисъл се отнася към ранния му творчески период.

### Последни творби
След „Тютюн“ писателят продължава да търси жанрово разнообразие. Появяват се:
- разказът „Анатомът Да Коста“ („Наша родина“, 1955) и
- пътните бележки „Юлска зима“ (публикувани посмъртно), които са плод на впечатленията от пътуването на Димов до Чили през септември 1954;
- пиесите „Жени с минало“ (поставена за пръв път през 1959 в Театъра за младежта в София), „Виновният“ (1961, в Народен театър „Иван Вазов“) и
- „Почивка в Арко Ирис“ (1964, в Театъра за младежта).

## Памет
На Димитър Димов е наречена улица в квартал „Лозенец“ в София (Карта).

## Литературна критика
Творческият облик на Д. Димов се допълва от неговите статии и изказвания по въпроси на литературата, сред които безспорно изпъкват „Изказване отговор за романа Тютюн“, „Как преработих романа Тютюн“, „Днешната българска литература“.